# Sidney Ramsden
Sidney Edward Ramsden (28 de março de 1901 — 24 de março de 1975) foi um ciclista australiano, que competia em provas de estrada. Ele participou nos Jogos Olímpicos de Verão de 1924, representando a Austrália na prova de contrarrelógio por equipes.